# دان لاند
دان لاند (بالإنجليزية: Dan Land)‏ هو لاعب كرة قدم أمريكية أمريكي، ولد في 3 يوليو 1965 في دونالسونفيل في الولايات المتحدة.

## وصلات خارجية
- دان لاند على موقع مرجع كرة القدم المحترفة.كوم (الإنجليزية)